# Румянцево (городской округ Истра)
Румянцево — посёлок в Истринском районе Московской области России. Относится к сельскому поселению Новопетровское. Население — 1558 чел. (2010).

## Население
| 2002 | 2006  | 2010  |
| ---- | ----- | ----- |
| 1682 | ↘1612 | ↘1558 |

## Расположение
Расположен на Волоколамском шоссе, примерно в 20,5 км северо-западнее города Истры, на левом берегу реки Молодильни. Ближайшие населённые пункты — деревни Головино и Дуплёво, посёлок Курсаково. В 3 км от посёлка находится Новорижское шоссе, в 5 км — Московское большое кольцо.

## История
В XVI—XVIII вв. место будущего посёлка входило в Сурожский стан Московского уезда. Сам посёлок возник в начале XX века, когда здесь прошла линия Московско-Виндаво-Рыбинской железной дороги и была построена железнодорожная станция (ныне станция «Румянцево» Рижского направления Московской железной дороги).

## Инфраструктура
На территории посёлка расположены культурно-спортивный центр, библиотека (площадь — 100 м², количество томов — 9034), средняя общеобразовательная школа и детский сад, два предприятия — одно по производству теплоизоляции, другое — бетона и плитки, несколько садовых товариществ.

## Достопримечательности
- Памятный знак защитникам московского неба, лётчикам 28-го и 11-го истребительных полков ПВО П. Еремееву и В. Ковалёву, а также жителям, не вернувшимся с войны.

## Известные люди
- Савельев Валентин Дмитриевич (1925-1974) - участник ВОВ, Герой Советского Союза[5].